# Ilona Freyer
Ilona Freyer-Denecke, geborene Ilona Denecke (* 2. September 1943 in Dessau; † 1. Dezember 1984 in Berlin), war eine deutsche Bühnen- und Kostümbildnerin, Malerin und Zeichnerin.

## Leben
Ilona Freyer war eine Tochter des Malers Walter Denecke. Sie machte zunächst eine Ausbildung als Kostümschneiderin und studierte dann an der Kunsthochschule Weißensee in Ost-Berlin und begann ihre berufliche Laufbahn als Bühnenbildnerin in Magdeburg. Danach arbeitete sie am Deutschen Theater Berlin und für das Berliner Ensemble.
1972 ging sie zusammen mit ihrem Ehemann Achim Freyer in den Westen. Sie war häufig für den Regisseur Niels-Peter Rudolph tätig, zum Beispiel 1975 bei der Aufführung von Friedrich Wolfs Cyankali am Staatstheater Stuttgart, Tschechows Onkel Wanja 1976 am Schlossparktheater, der Uraufführung von Braschs Lovely Rita am Schillertheater und der Uraufführung von Reinshagens Leben und Tod der Marilyn Monroe 1978 am selben Ort.
Sie war auch für die Ausstattung von Tolstois Macht der Finsternis 1976 am Schauspielhaus Düsseldorf verantwortlich und am Staatstheater Stuttgart für mehrere Inszenierungen von Claus Peymann: Die Gerechten (1976), Iphigenie auf Tauris (1977), Drei Schwestern (1978), außerdem Woyzeck (1974), Ein Sommernachtstraum (1977), Herbert Achternbuschs Ella (1978) und Jean Genets Der Balkon (1979). Ilona Freyer, die Gastprofessorin an der Berliner Hochschule der Künste war, entwarf zuletzt 1984 die Kostüme für Achim Freyers Inszenierung der Oper Echnaton von Philip Glass.
Neben ihrer Tätigkeit als Bühnenbildnerin fertigte Ilona Freyer Aquarelle, Gouachen und (Pastell-)Zeichnungen an, die sich vor allem mit Menschen in Altenheimen und Krankenhäusern befassen. 1986 wurden ihre Arbeiten aus der Zeit von 1973 bis 1984 im Rahmen der Einzelausstellung „Verborgene Gesichter oder mit Hand und Fuß“ in der Festspielgalerie der Berliner Festwochen in Berlin gezeigt.